# Help Yourself
Help Yourself was een Britse rockband uit Londen uit de vroege jaren 1970, bekend bij hun fans als The Helps.

## Bezetting
- Malcolm Morley (keyboards, gitaar, zang, 1970–1973, 2002–2003)
- Richard Treece (gitaar, basgitaar, zang, 1970–1973, 2002–2003)
- Dave Charles (drums, percussie, zang, 1970–1973)
- Ken Whaley (basgitaar, 1970–1971, 1973, 2002–2003)

- Paul Burton (basgitaar, gitaar, zang, 1971–1973)
- Jonathan 'Jojo' Glemser (gitaar, 1971)
- Ernie Graham (gitaar, zang, 1971)
- Kevin Spacey (drums, 2002–2003)
- Sean Tyla (gitaar, zang, 1972-1973)

## Geschiedenis
Help Yourself was oorspronkelijk geformeerd als achtergrondband voor singer-songwriter Malcolm Morley, die de band Sam Apple Pie had verlaten en als solo-act had getekend bij Famepushers. De band werd bijeen gebracht door John Eichler, die bovendien ook werkte voor Famepushers en productiemanager was bij Strand Cosmetics, waar hij mensen huurde voor zowel muzikale vaardigheid als zeldzaamheid.
Het gelijknamige debuutalbum Help Yourself werd opgenomen van eind 1970 tot begin 1971. Morley schreef alle songs voor dit album, dat was opgenomen met Dave Charles (voorheen Sam Apple Pie), Richard Treece (voorheen Monday Morning Glory Band) en Ken Whaley (voorheen Growth).
Het album werd opgenomen nog voordat de band een concert had gespeeld, na te hebben getekend bij Liberty Records van A&R-hoofd Andrew Lauder. De band toerde bij het Downhome Rhythm Kings-pakket met Brinsley Schwarz & Ernie Graham (voorheen Eire Apparent), die allen werden gemanaged door Famepushers. Na de tournee werd Ken Whaley ontslagen, maar er werd geen nieuwe bassist gecontracteerd.
Help Yourself, de gitaristen Ernie Graham en Jonathan Glemser verhuisden in 1971 naar het voormalige armenhuis Headley Grange, kort nadat Led Zeppelin daar had opgenomen. De bezetting verenigde zich  met Graham (die net zijn gelijknamige soloalbum samen met Help Yourself en Brinsley Schwarz had uitgebracht) en Glemser en Treece wisselde naar de basgitaar. De band speelde in 1971 tijdens het Glastonbury Festival. Sam Apple Pie speelde tijdens het eerste Glastonbury in 1970. Het nummer Street Songs, dat later zou verschijnen op het tweede album Strange Affair, werd uitgebracht op de dubbelalbum-sampler All Good Clean Fun bij United Artists Records. Er werd een tournee georganiseerd om dit album te promoten, dus voegde Help Yourself zich bij Man en Gypsy voor een tournee door Zwitserland. Het tweede album Strange Affair werd opgenomen in Headley Grange, aanvankelijk met Treece nog steeds aan de basgitaar. Zijn gitaarinbreng werd later toegevoegd, totdat Paul Burton, hun toenmalige roadmanager en voormalige Sam Apple Pie-roadie, zich aansloot op de basgitaar om het album te voltooien. Strange Affair werd uitgebracht begin 1972, toen Graham en Glemser de band hadden verlaten.
De nieuwe bezetting Burton, Morley, Treece en Charles verscheen op hun eerste John Peel-sessie in april 1972 en namen het volgende album Beware of the Shadow vrijwel onmiddellijk op. Sean Tyla, de roadie van de band, hielp met enkele songwritings, met name All Electric Fur Trapper, dat was gebaseerd op een sprookje, dat hij had geschreven. Kort na de voltooiing van het album verliet de band Headley Grange en Tyla betrok met voormalig lid Ken Whaley het pand. Beiden formeerden Ducks Deluxe.
Net toen Help Yourself bezig was met het opstarten van een tournee om Beware of the Shadow te promoten, onderging Morley een depressie. Te verkiezen boven het afgelasten van de tournee, werd Deke Leonard toegevoegd, die net was ontslagen bij Man. Leonard bleef bij de band nadat Morley was hersteld, hoewel Help Yourself Leonard begeleidde bij zijn eerste soloalbum Iceberg.
In december 1972 speelde Help Yourself met Leonard en B.J. Cole op Man's Christmas Party. Het tijdens dit concert opgenomen 10” dubbelalbum Christmas at the Patti, bevat ongetwijfeld meer van hun optreden dan hun gastheren. Ducks Deluxe speelde ook tijdens dit concert, maar Whaley had de band inmiddels verlaten.
Beware of the Shadow werd uitgebracht eind 1972, maar geen van de eerste drie albums verkocht goed. Help Yourself deden een beroep op een hippiepubliek als fans van Grateful Dead en Quicksilver Messenger Service en waren tamelijk succesvol in de Verenigde Staten, maar gingen daar niet op tournee.
In 1973 was de band van plan om te gaan toeren met Roger Ruskin Spear, The Flying Aces en Vivian 'Spiv' Morris in de vaudeville-show Happy Days, die werd afgewerkt in een circustent. Ze begonnen daarvoor materiaal op te nemen in januari, maar Burton was niet gelukkig met de geplande theatrale tournee en verliet de band. Whaley kwam terug en de band begon met het opnemen van hun nieuwe album in februari, voltooide het album Happy Days in maart en het Helps-album in april, toen ze ook hun tweede Peel-sessie opnamen. Na een twee maanden durende Happy Days-tournee werd het vierde album The Return of Ken Whaley uitgebracht met het Happy Days-album gratis bijgevoegd bij de eerste 5000 exemplaren.
Het vierde album verkocht ook niet goed en de band gaf niet veel concerten meer. Ze waren verbaasd toen United Artists Records hen vroeg om een ander album op te nemen, waarmee ze begonnen in 1973 met een door Sean Tyla uitgebreide bezetting. Het album werd 5 genoemd en een cover werd aangevraagd door Rick Griffin. Ze hadden slechts half-ontwikkelde ideeën en hoewel ze uiteindelijk acht nummers maakten, stopten ze met opnemen en gingen ze in augustus 1973 uit elkaar. Ze herformeerden zich voor 'The Amazing ZigZag Concert' op 28 april 1974 met een bijzondere bezetting met Morley, Treece, Whaley en Charles met Burton en Leonard als gasten.
Het incomplete album 5 werd niet uitgebracht, alhoewel enkele fans een paar jaar later tevergeefs probeerden de band te overtuigen om het album af te maken. Morley bracht zijn soloalbum Aliens in 2001 uit. Het album werd uiteindelijk voltooid in 2002/2003 door Morley, Treece, Whaley en Kevin Spacey, toen Charles andere verplichtingen had. Het album werd uiteindelijk uitgebracht in 2004.

## Discografie

### Singles
- 1971: Running Down Deep / Paper Leaves (Liberty Records)
- 1972: Heaven Row / Brown Lady (United Artists Records)
- 1972: Mommy Won't Be Home for Christmas / Johnny B. Goode (United Artists Records)

### Studioalbums
- 1971: Help Yourself (Liberty Records)
- 1972: Strange Affair (United Artists Records)
- 1972: Beware the Shadow (United Artists Records)
- 1973: The Return of Ken Whaley (United Artists Records)
- 1973: Happy Days (met de Flying Aces en Spiv) (United Artists Records) met de eerste 5000 exemplaren van The Return of Ken Whaley als boxset
- 2004: 5 (8 niet uitgebrachte 1973 opnamen & 3 opgenomen in 2002/2003) (Hux Records)

### Livealbums
- 1973: Christmas at the Patti (met Man, Ducks Deluxe, Flying Aces en anderen) (United Artists Records)
- 2010: The Amazing ZigZag Concert (Road Goes on Forever), disc 4 van 5-cd boxset met Starry Eyed en Laughing, Chilli Willi and the Red Hot Peppers, John Stewart en Michael Nesmith

### Compilaties
- Strange Affair en Beware of the Shadow (het tweede en derde album), werden heruitgebracht op een dubbel-lp in 1997 in Duitsland als deel van de series The Classic British Rock Scene
- Help Yourself en Beware of the Shadow (het eerste en derde album), werden uitgebracht op een cd in 1998
- Strange Affair, The Return of Ken Whaley en Happy Days werden heruitgebracht op een dubbel-cd in 1999
- Reaffirmation, 'An anthology 1971-73' geremasterd, selecties van de eerste 4 albums, Happy Days & Christmas at the Patti, plus de kerstsingle

### Samplers
- All Good Clean Fun One track (Street Songs) verschijnt op het oorspronkelijke 1971 dubbelalbum
- All Good Clean Fun Three tracks (Street Songs, Eddie Waring en Re-affirmation) verschijnt op de in 2004 heruitgebrachte driedubbel-cd
- Naughty Rhythms: The Best of Pub Rock met het Helps-nummer Alabama Lady